# Penyagolosa Trails
Les Penyagolosa Trails comprennent deux épreuves d'ultra-trails organisés chaque année en avril depuis 1999 dans la province du Castellón en Espagne. L'épreuve la plus longue, appelée CSP, créée en 2011, se déroule sur un parcours de 115 km et est intégrée à l'Ultra-Trail World Tour pour la première fois en 2017.

## Histoire
L'épreuve accueille les deux premières éditions des championnats d'Espagne d'ultra-trail en 2013 et 2014.

## Palmarès

### MIM
| Édition | Date            | Hommes                                              | Hommes                                              | Hommes                                              | Femmes                                              | Femmes                                              | Femmes                                              |
| Édition | Date            | Rang                                                | Athlète                                             | Temps                                               | Rang                                                | Athlète                                             | Temps                                               |
| ------- | --------------- | --------------------------------------------------- | --------------------------------------------------- | --------------------------------------------------- | --------------------------------------------------- | --------------------------------------------------- | --------------------------------------------------- |
| 1re     | 8 mai 1999      | 1er                                                 | Gabriel Marín Prieto                                | 5 h 36 min 15 s                                     |                                                     | Ani Muñoz Culebras                                  | 7 h 44 min 39 s                                     |
| 2e      | 13 mai 2000     | 1er                                                 | Gabriel Marín Prieto — 2e victoire                  | 5 h 29 min 53 s                                     |                                                     | Rosa María Guillamón Gimeno                         | 7 h 35 min 0 s                                      |
| 3e      | 12 mai 2001     | 1er                                                 | Gabriel Marín Prieto — 3e victoire                  | 6 h 0 min 45 s                                      | 7e                                                  | Conchi Martin Alvarez                               | 6 h 39 min 44 s                                     |
| 4e      | 11 mai 2002     | 1er                                                 | Eugenio Andrés Mulet                                | 5 h 50 min 58 s                                     | 24e                                                 | Ani Muñoz Culebras — 2e victoire                    | 7 h 16 min 59 s                                     |
| 5e      | 10 mai 2003     | 1er                                                 | Fernando García Herreros                            | 5 h 34 min 43 s                                     | 22e                                                 | Ester Hernández Casahuga                            | 6 h 57 min 39 s                                     |
| 6e      | 8 mai 2004      | 1er                                                 | José Vicente Prades Beltrán                         | 5 h 45 min 29 s                                     | 55e                                                 | María Asunción Gil Ciruelos                         | 7 h 29 min 52 s                                     |
| 7e      | 14 mai 2005     | 1er                                                 | Miguel Ángel Sánchez Cebrián                        | 5 h 26 min 6 s                                      | 22e                                                 | Rosa María Guillamón Gimeno — 2e victoire           | 6 h 42 min 21 s                                     |
| 8e      | 13 mai 2006     | 1er                                                 | Remigio Queral Ibáñez                               | 5 h 37 min 13 s                                     | 15e                                                 | Rosa María Guillamón Gimeno — 3e victoire           | 6 h 12 min 51 s                                     |
| 9e      | 12 mai 2007     | 1er                                                 | Remigio Queral Ibáñez — 2e victoire                 | 5 h 41 min 55 s                                     | 37e                                                 | Ani Muñoz Culebras — 3e victoire                    | 7 h 18 min 25 s                                     |
| 10e     | 10 mai 2008     | 1er                                                 | Remigio Queral Ibáñez — 3e victoire                 | 5 h 22 min 3 s                                      | 49e                                                 | Xari Adrián Caro                                    | 7 h 23 min 0 s                                      |
| 11e     | 9 mai 2009      | 1er                                                 | José Vicente Prades Beltrán — 2e victoire           | 5 h 43 min 15 s                                     | 48e                                                 | Xari Adrián Caro — 2e victoire                      | 7 h 0 min 28 s                                      |
| 12e     | 15 mai 2010     | 1er                                                 | Juan Navarro Martínez                               | 5 h 29 min 11 s                                     | 27e                                                 | Xari Adrián Caro — 3e victoire                      | 6 h 35 min 35 s                                     |
| 13e     | 14 mai 2011     | 1er                                                 | Vicente Calvo Martínez                              | 5 h 13 min 47 s                                     | 13e                                                 | Lola Peñarrocha Alos                                | 6 h 31 min 5 s                                      |
| 14e     | 12 mai 2012     | 1er                                                 | Victor Bernad Blasco                                | 6 h 3 min 1 s                                       | 20e                                                 | Noemí Bachero Alguacil                              | 6 h 49 min 48 s                                     |
| 15e     | 11 mai 2013     | 1er                                                 | Cristóbal Adell Albalat                             | 5 h 20 min 5 s                                      | 37e                                                 | Silvia Sos Meliá                                    | 6 h 44 min 6 s                                      |
| 16e     | 17 mai 2014     | 1er                                                 | Santi García Soria                                  | 5 h 34 min 54 s                                     | 26e                                                 | Raquel Martinez Rodriguez                           | 6 h 38 min 47 s                                     |
| 17e     | 9 mai 2015      | 1er                                                 | Miguel Caballero Ortega                             | 5 h 27 min 36 s                                     | 26e                                                 | Silvia Miralles Arnau                               | 6 h 39 min 55 s                                     |
| 18e     | 23 avril 2016   | 1er                                                 | Miguel Ángel Sánchez Cebrián — 2e victoire          | 5 h 36 min 24 s                                     | 33e                                                 | Gemma Arenas Alcázar                                | 6 h 33 min 51 s                                     |
| 19e     | 22 avril 2017   | 1er                                                 | Miguel Caballero Ortega — 2e victoire               | 5 h 22 min 8 s                                      | 17e                                                 | Laia Cañes Badenes                                  | 6 h 9 min 49 s                                      |
| 20e     | 12 mai 2018     | 1er                                                 | Hayden Hawks                                        | 5 h 25 min 3 s                                      | 20e                                                 | Dominique Van Mechgelen                             | 6 h 48 min 10 s                                     |
| 21e     | 13 avril 2019   | 1er                                                 | Borja Fernández Fernández                           | 5 h 24 min 33 s                                     | 20e                                                 | Azara García de los Salmones                        | 6 h 15 min 3 s                                      |
| -       | 2020            | Course annulée en raison de la pandémie de Covid-19 | Course annulée en raison de la pandémie de Covid-19 | Course annulée en raison de la pandémie de Covid-19 | Course annulée en raison de la pandémie de Covid-19 | Course annulée en raison de la pandémie de Covid-19 | Course annulée en raison de la pandémie de Covid-19 |
| 22e     | 16 octobre 2021 | 1er                                                 | Miguel Caballero Ortega — 3e victoire               | 5 h 34 min 16 s                                     | 11e                                                 | Marta Molist Codina                                 | 6 h 28 min 4 s                                      |
| 23e     | 23 avril 2022   | 1er                                                 | Kevin Vermeulen                                     | 5 h 20 min 15 s                                     | 23e                                                 | Marta Molist Codina — 2e victoire                   | 6 h 19 min 8 s                                      |
| 24e     | 22 avril 2023   | 1er                                                 | José Ángel Fernández Jiménez                        | 5 h 12 min 54 s                                     | 21e                                                 | Gemma Arenas Alcázar — 2e victoire                  | 6 h 20 min 25 s                                     |
| 25e     | 20 avril 2024   | 1er                                                 | José Ángel Fernández Jiménez — 2e victoire          | 5 h 23 min 40 s                                     | 19e                                                 | Gemma Arenas Alcázar — 3e victoire                  | 6 h 23 min 21 s                                     |
| 26e     | 12 avril 2025   | 1er                                                 | José Ángel Fernández Jiménez — 3e victoire          | 5 h 14 min 4 s                                      | 21e                                                 | Inés Astrain Moreno                                 | 6 h 7 min 46 s                                      |

### CSP
| Édition | Date            | Hommes                                              | Hommes                                              | Hommes                                              | Femmes                                              | Femmes                                              | Femmes                                              |
| Édition | Date            | Rang                                                | Athlète                                             | Temps                                               | Rang                                                | Athlète                                             | Temps                                               |
| ------- | --------------- | --------------------------------------------------- | --------------------------------------------------- | --------------------------------------------------- | --------------------------------------------------- | --------------------------------------------------- | --------------------------------------------------- |
| 1re     | 12 mai 2012     | 1er                                                 | Ramón Recatalá                                      | 12 h 06 min 51 s                                    | 9e                                                  | Xari Adrián                                         | 14 h 28 min 15 s                                    |
| 2e      | 11 mai 2013     | 1er                                                 | Remigio Queral                                      | 12 h 31 min 43 s                                    | 21e                                                 | Xari Adrián — 2e victoire                           | 14 h 33 min 30 s                                    |
| 3e      | 17 mai 2014     | 1er                                                 | Miguel Heras                                        | 11 h 30 min 50 s                                    | 24e                                                 | Silvia Trigueros                                    | 14 h 34 min 57 s                                    |
| 4e      | 9 mai 2015      | 1er                                                 | Victor Bernad Blasco                                | 13 h 26 min 09 s                                    | 20e                                                 | Sonia Escuriola Reula                               | 16 h 15 min 02 s                                    |
| 5e      | 23 avril 2016   | 1er                                                 | Sebas Sánchez Sáez                                  | 12 h 54 min 09 s                                    | 13e                                                 | María Mercedes Pila                                 | 15 h 02 min 13 s                                    |
| 6e      | 22 avril 2017   | 1er                                                 | Timothy Olson                                       | 12 h 23 min 58 s                                    | 16e                                                 | Gemma Arenas                                        | 15 h 01 min 19 s                                    |
| 7e      | 12 mai 2018     | 1er                                                 | Daniel Aguirre                                      | 12 h 15 min 17 s                                    | 16e                                                 | Fernanda Maciel                                     | 14 h 47 min 04 s                                    |
| 8e      | 12 avril 2019   | 1er                                                 | Ernest Ausiró                                       | 11 h 56 min 34 s                                    | 16e                                                 | Gemma Arenas — 2e victoire                          | 14 h 13 min 42 s                                    |
| -       | 2020            | Course annulée en raison de la pandémie de Covid-19 | Course annulée en raison de la pandémie de Covid-19 | Course annulée en raison de la pandémie de Covid-19 | Course annulée en raison de la pandémie de Covid-19 | Course annulée en raison de la pandémie de Covid-19 | Course annulée en raison de la pandémie de Covid-19 |
| 9e      | 16 octobre 2021 | 1er                                                 | Aleksei Tolstenko                                   | 11 h 48 min 45 s                                    | 15e                                                 | Anete Švilpe                                        | 14 h 44 min 08 s                                    |
| 10e     | 23 avril 2022   | 1er                                                 | Hannes Namberger                                    | 10 h 49 min 46 s                                    | 16e                                                 | Elizabeth Ríos Peredo                               | 13 h 56 min 19 s                                    |
| 11e     | 22 avril 2023   | 1er                                                 | Ben Dhiman                                          | 10 h 35 min 48 s                                    | 13e                                                 | María Mercedes Pila — 2e victoire                   | 13 h 12 min 02 s                                    |
| 12e     | 20 avril 2024   | 1er                                                 | Ramón Recatalá Vera                                 | 11 h 07 min 29 s                                    | 4e                                                  | Camille Bruyas                                      | 12 h 21 min 41 s                                    |
| 13e     | 12 avril 2025   | 1er                                                 | Ivan Calvó Vigara                                   | 11 h 01 min 34 s                                    | 24e                                                 | Elizabeth Ríos Peredo — 2e victoire                 | 14 h 03 min 38 s                                    |